# Asociación Universal de Esperanto
La Asociación Universal de Esperanto (en esperanto, Universala Esperanto-Asocio, UEA) fue fundada en 1908. Actualmente la UEA es la organización internacional más grande para los hablantes de esperanto y tiene miembros en 119 países. UEA trabaja no solamente para difundir el esperanto, sino también para estimular la discusión sobre el problema lingüístico mundial y llamar la atención sobre la necesidad de igualdad entre los idiomas. Se ocupa también de las relaciones oficiales con la ONU, la Unesco, la Organización Internacional para la Estandarización y el International Information Centre for Terminology.
La oficina central de la UEA se encuentra en Róterdam, Países Bajos, junto con la Organización Mundial de la Juventud Esperantista (TEJO, en sus siglas en esperanto). Aparte de este, existen otros centros, de entre los cuales destaca el neoyorquino en la sede de las Naciones Unidas. 
Sus objetivos son, según los estatutos de 1980:
- Aumentar el uso de la lengua internacional Esperanto.
- Actuar por la solución del problema lingüístico en las relaciones internacionales y facilitar la comunicación internacional.
- Facilitar todo tipo de relaciones (materiales y espirituales) entre los seres humanos, más allá de diferencias de nacimiento, raza, sexo, religión, política o lengua.
- Acrecentar entre sus miembros un fuerte sentimiento de solidaridad, y desarrollar en ellos la comprensión y estima por otros pueblos.

Cada año, la UEA organiza el Universala Kongreso (Congreso Universal de Esperanto), en el que habitualmente participan entre 1500 y 3000 personas. La UEA publica libros, tiene el mayor servicio de venta postal de libros en esperanto del mundo (con más de 4000 libros, discos compactos y otros), y mantiene una importante biblioteca de libros en esperanto.
Su presidente es el hispanista estadounidense Duncan Charters electo en 2019. Anteriores presidentes han sido: Ernfrid Malmgren (Suecia, 1947-1956), Giorgio Canuto (Italia, 1956-1960), Harry Holmes (Inglaterra, 1960-1962), Yagi Hideo (Japón, 1962-1964), Ivo Lapenna (Yugoslavia, 1964-1974), Humphrey R. Tonkin (Inglaterra, 1974-1980, 1986-1989), Grégoire Maertens (Bélgica, 1980-1986), John C. Wells (Inglaterra, 1989-1995) Lee Chong-Yeong (Corea del Sur, 1995-1998), Keppel Enderby (Australia, 1998-2001), Renato Corsetti (Italia, 2001-2007), Probal Dasgupta (India, 2007-2013), Mark Fettes (Canadá, 2013-2019).

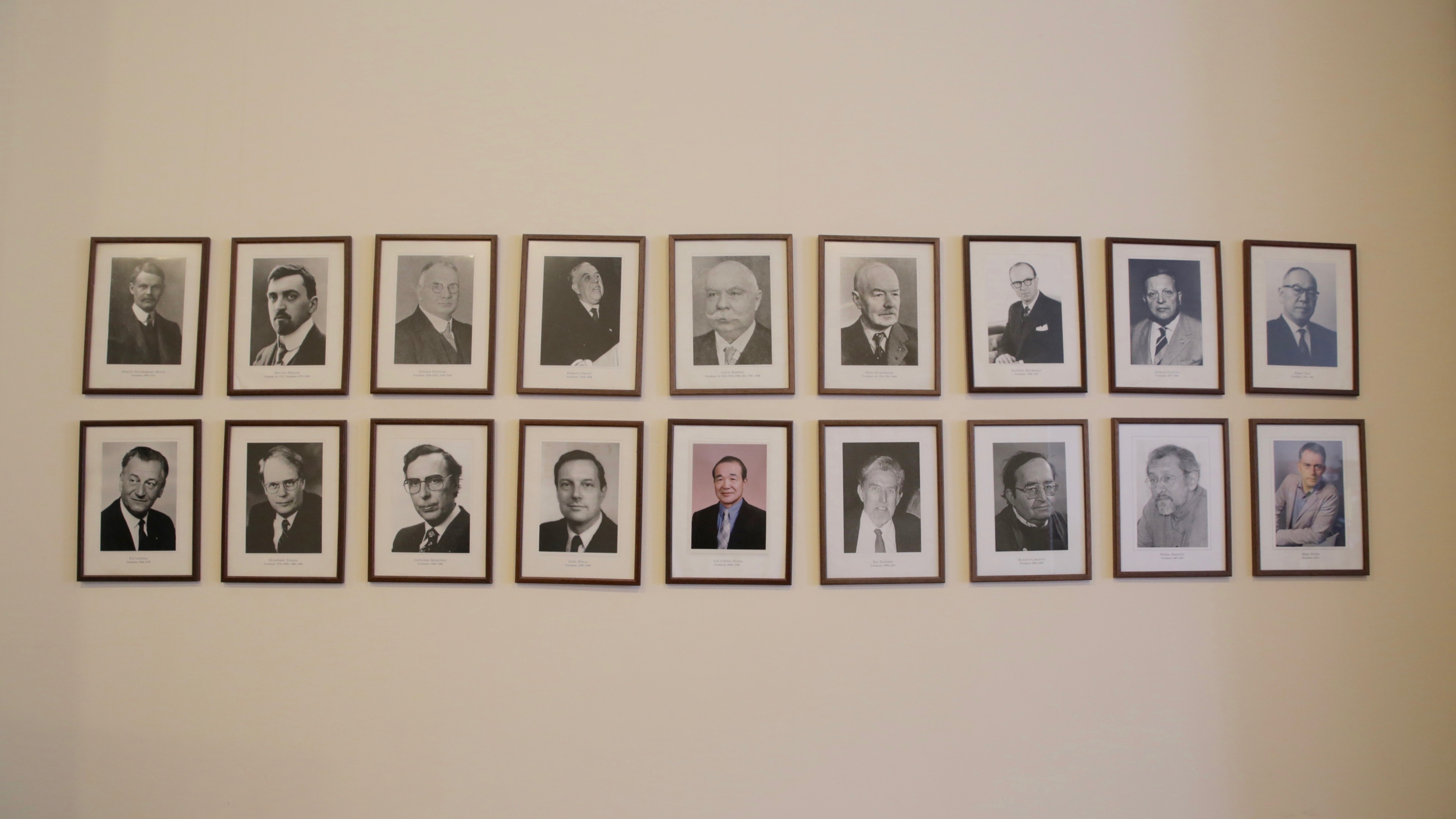